# Roberta Brunet
Roberta Brunet, italijanska atletinja, * 20. maj 1965, Aosta, Italija.
Nastopila je na poletnih olimpijskih igrah v letih 1988, 1992, 1996 in 2000, leta 1996 je osvojila bronasto medaljo v teku na 5000 m. Na svetovnih prvenstvih je osvojila srebrno medaljo v isti disciplini leta 1997, na evropskih prvenstvih pa bronasto medaljo v teku na 3000 m leta 1990.